# ماکسیمیلیان رال
ماکسیمیلیان رال (انگلیسی: Maximiliane Rall؛ زادهٔ ۱۸ نوامبر ۱۹۹۳) بازیکن فوتبال اهل آلمان است.
وی همچنین در تیم ملی فوتبال زنان آلمان بازی کرده‌است.